# Les Sims 2 : La Vie en appartement
 (octobre 2019).
Si vous disposez d'ouvrages ou d'articles de référence ou si vous connaissez des sites web de qualité traitant du thème abordé ici, merci de compléter l'article en donnant les références utiles à sa vérifiabilité et en les liant à la section « Notes et références ».
Les Sims 2 : La Vie en appartement (The Sims 2: Apartment Life) est la huitième extension pour le jeu vidéo Les Sims 2, sorti le 28 août 2008 en Europe. Ce disque additionnel permet aux Sims de vivre en appartements.

## Nouveautés

### Les appartements

#### Généralités
Désormais, les Sims ont la possibilité de vivre en appartement. Comme pour l'achat d'une maison, les Sims emménagent directement depuis le quartier sur un nouveau type de terrain A louer. Il suffit ensuite de choisir un appartement en cliquant sur la porte, puis l'immeuble se remplit progressivement de personnages non jouables avec lesquels beaucoup d'interactions sont possibles. En effet, les Sims peuvent développer d'excellentes relations avec leurs voisins qui pourront leur rendre visite, garder gratuitement leurs enfants, organiser des fêtes ; mais ils peuvent aussi tomber sur des Sims bruyants qui les réveilleront en plein milieu de la nuit et qu'il faudra réprimander en cognant sur le mûr ou en allant directement se plaindre chez eux.

En appartement, la majorité des outils constructions sont bloqués (les papier-peints et sols restent disponibles) ainsi que certains objets.

#### Loyer
En location, votre Sim doit payer un loyer hebdomadaire (le lundi) mais il doit aussi continuer à payer ses factures. En contrepartie, le propriétaire prend en charge toutes les réparations dans votre appartement comme les fuites ou les invasions d'insectes ainsi que l'arrosage, les réparations et l'entretien des plantes des parties communes du terrain. Il organise aussi parfois des fêtes de voisinage le week-end.

#### Colocation
Pour agrandir son réseau d'amis ou simplement partager le loyer, il est possible d'avoir un colocataire. On ne peut en avoir qu'un seul à la fois, il s'agit d'un personnage non jouable qu'on peut mettre à la porte si nécessaire. Étant donné qu'il s'agit d'un personnage non jouable (PNJ), celui-ci peut mettre le feu si ses compétences en cuisine ne sont pas suffisantes, ou bien casser une baignoire, une télévision ou autre objet domestique pouvant se casser.
On peut trouver un colocataire via l'ordinateur, le journal et le téléphone ; la personnalité des personnages est décrite afin de choisir le colocataire le plus en phase avec votre Sim. Il est également possible de mettre une annonce par téléphone. Enfin, Il est préférable d'avoir de bonnes relations avec son colocataire, sinon celui-ci manquera de payer le loyer, et le propriétaire pourra faire appel à un huissier de justice.

### Sorcellerie
Autre nouveauté de ce disque additionnel, les sorcières peuvent être rencontrées sur les terrains communautaires. En se liant d'amitié avec elles, un Sim peut se faire initier à la magie et devenir sorcier. Il pourra ainsi voyager en balai volant et découvrir de nouveaux terrains secrets : le Palais de la Lumière et le Château des Ténèbres.
De plus, le Sim reçoit un chaudron et un livre de sort lors de son initiation. Il pourra ainsi créer ses ingrédients grâce aux recettes et lancer des sorts, disponibles en fonction du niveau de magie. Ils sont classés en trois types :
- les sorts maléfiques : provoquer des vomissements, des incendies, faire ressusciter quelqu'un en zombie, briser des relations…
- les sorts neutres : faire apparaître de la nourriture, être propre, se téléporter…
- les sorts bénéfiques : remonter le moral, guérir une maladie, améliorer les relations…

En fonction du type de sorts lancés, le sorcier basculera du côté du Mal ou du Bien.

### Réputation
Chaque Sim bénéficie maintenant d'une réputation qu'il se crée en fréquentant les terrains communautaires. Plus il salue de monde et se montre sympathique, et meilleure sera sa réputation. Selon que leur réputation est bonne ou mauvaise, les Sims peuvent bénéficier de certains avantages (baisse de loyer, promotion, augmentation…) ou inconvénients (augmentation de loyer, rétrogradation, augmentation du prix des objets du catalogue…).

### Groupes sociaux
De nouvelles interactions sont disponibles comme les différentes salutations (Tape m'en cinq, Poignée de main virile par exemple) et histoires à raconter. Chaque groupe social possède ses caractéristiques particulières et utiliser le bon salut avec un membre permet par exemple d'améliorer la relation. Les différents groupes sociaux s'installent dans les appartements en fonction de la classe du terrain :
- Mecano du dimanche : classe basse.
- Bohémiens créatifs : classe basse et classe moyenne.
- Sportifs gonflés à bloc : classe moyenne.
- Fanas de technologie atteint de collectionite : classe moyenne et classe haute.
- Fêtards invétéré : classe haute.

### Autres nouveautés
En plus des vêtements et coiffures, ce disque additionnel apporte d'autres nouveautés :
- Les Sims peuvent enfin se brosser les dents, mais aussi sauter à la corde, faire des bisous baveux, s'embrasser en dansant…
- Des nouveaux objets sont disponibles comme un hélicoptère, des escaliers en colimaçon, des ascenseurs (déjà présents dans l'extension La Bonne Affaire), des penderies sur pieds ou à intégrer dans un placard, des jeux d'extérieurs pour enfants…
- Le téléphone peut être mis en silencieux et les appels peuvent être filtrés (les autres Sims laissent un message sur le répondeur).
- En mode construction, il est maintenant possible de créer des plafonds.
- La hauteur des décorations murales peut être ajustée.
- Les Sims peuvent désormais engager un majordome. Il fait le ménage, entretient la maison, répare des objets si nécessaire, joue avec les enfants, répond à la porte etc.
- Cinq nouvelles compétences sont accessibles dans la bibliothèque :
  - Bonheur à long terme : une jauge d'aspiration élevée diminue moins vite.
  - Conseil matrimonial : permet d'aider deux la réconciliation de deux Sims mariés et fâchés.
  - Maîtrise de la colère : un Sim énervé se calmera plus vite.
  - Physiologie : meilleur en fitness, moins de facilité à grossir.
  - Prévention contre les incendies : moins peur du feu, évacuation plus rapide.